# Публий Мартий Вер
Публий Мартий Вер (на латински: Publius Martius Verus) е римски сенатор и генерал, произлизащ вероятно от Толоса в Южна Испания.

## Биография
Вер е през 160 г. командир на V Македонски легион в Долна Мизия (Moesia Inferior). През 161 г. той се бие успешно при Луций Вер против партите и през 166 г. е награден със суфектконсулат.
Вер става легат на провинция Кападокия (166 – 175). Там поставя през 172 г. Сохаимос като цар на Армения. Когато през 175 г. Авидий Касий се бунтува срещу Марк Аврелий, той го побеждава и става на неговото място легат на Сирия. През 179 г. Вер, от благодарност за неговата лоялност, е отново консул и е приет в класата на патрициите.
Неговият син Публий Мартий Сергий Сатурнин е консул през 198 г.